# حياة أرنولد شوارزنيغر السياسية

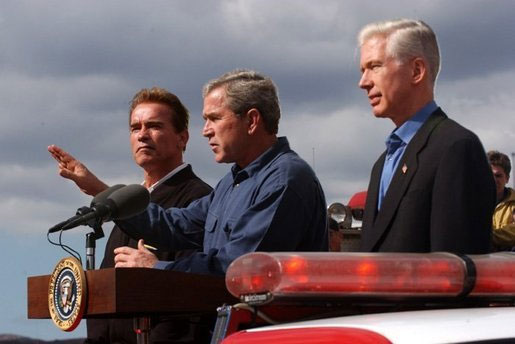
شوارزنيجر في عام 2003 ، مع الرئيس جورج دبليو بوش وحاكم كاليفورنيا السابق غراي ديفيس.

دخل أرنولد شوارزنيجر ممثل ولاعب كمال أجسام سابق مجال السياسية حينما شغل منصب حاكم ولاية كاليفورنيا من نوفمبر 2003 إلى يناير 2011. تم انتخابه لأول مرة في انتخابات عام 2003 وفاز بإعادة انتخابه عام 2006. وقد شغل في السابق مناصب غير منتخبة أولها تعيينه من قبل الرئيس جورج بوش الأب، حيث قام الرئيس ي ذلك الحين بتعيينه رئيساً لمجلس الرئيس للرياضة واللياقة والتغذية، والذي عمل فيه من 1990 إلى 1998، وكان رئيسًا لمجلس حاكم كاليفورنيا لللياقة البدنية والرياضة برئاسة الحاكم بيت ويلسون.

## الانتماء السياسي
شوارزنيجر هو جمهوري مسجل. يصف نفسه بأنه محافظ من الناحية المالية ومعتدل اجتماعيًا (على سبيل المثال، هو مؤيد للاختيار، ويدعم أبحاث الخلايا الجذعية الجنينية الممولة من قبل دافعي الضرائب، ويدعم الزواج المثلي الجنس). أيد شوارزنيجر الرئيس الجمهوري رونالد ريغان بينما كان ريجان في منصبه، وقام بحملة لجورج دبليو. بوش في عام 1988. ومع ذلك، فقد قام بتقييد زملائه من الجمهوريين خلال اقالة بيل كلينتون في عام 1998. واستشعر شوارزنيجر في أوهايو بفرصة انتخابية للتأثير على نتائج سباق الرئاسة عام 2004، في أوهايو لصالح الجمهوري جورج دبليو بوش في الأيام الأخيرة من الحملة. قدم شوارزنيجر الثناء لمرشح الرئاسة الجمهوري لعام 2008، جون ماكين. ووصف مكين بأنه «سيناتور عظيم» و «صديق جيد جدًا» شاركه وجهات نظره بشأن القضايا الحرجة. وافق رسميا على ماكين للترشيح الجمهوري للرئاسة في 31 يناير 2008.

## روابط خارجية
- Schwarzenegger's budget challenges